# 奥索弗
奥索弗，是匈牙利维斯普雷姆州所辖的一个村，总面积8.32平方公里，总人口403，人口密度48.4人/平方公里（2010年1月1日）。它位于巴拉顿湖北岸，在巴拉頓菲賴德西南五千米处。

## 历史
1093年奥索弗首次在文献上被记载。

## 友好城市
- 德国 德国默伦巴赫

## 名胜
- 罗马天主教教堂（1832年至34年建造，巴洛克晚期风格）

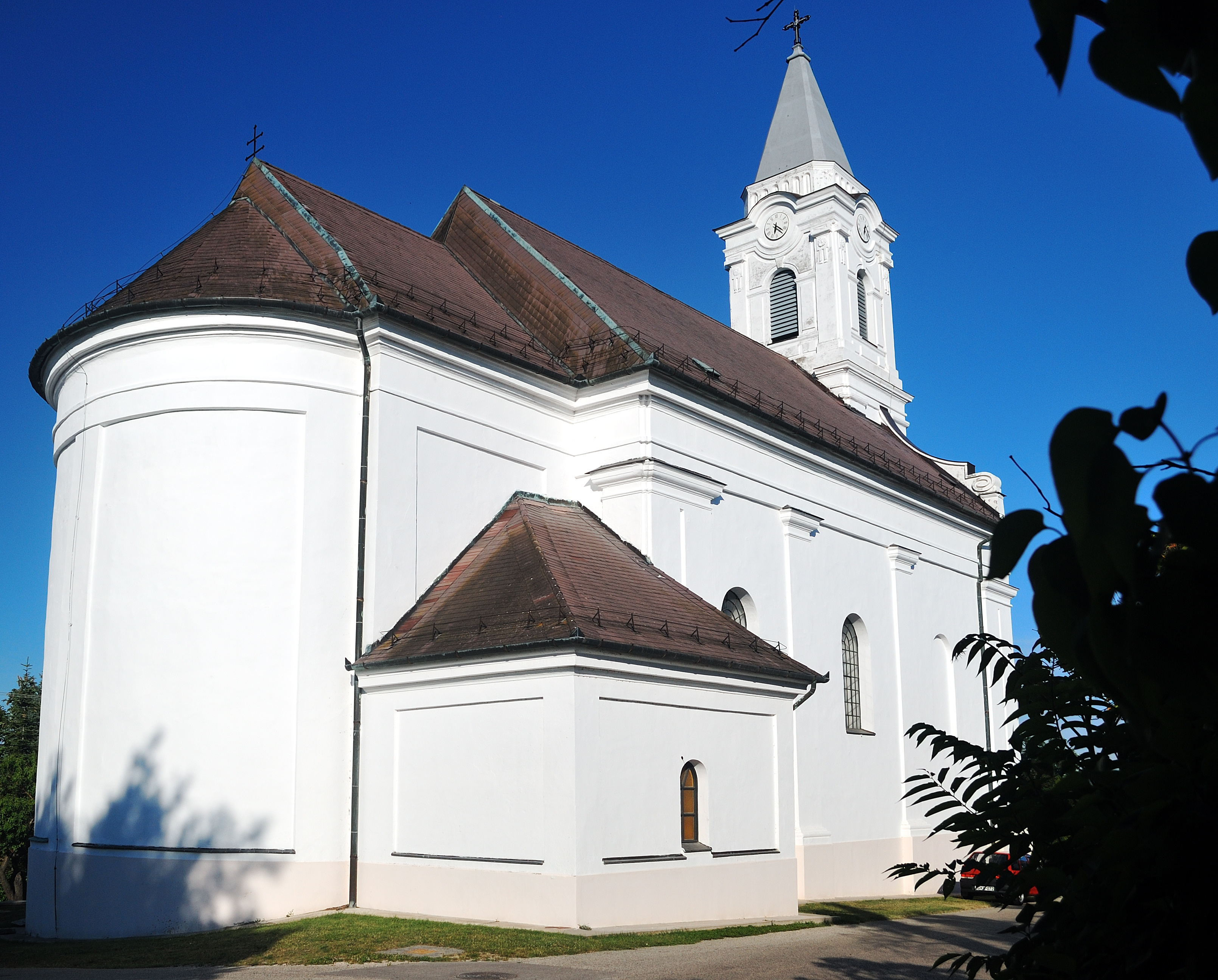
天主教教堂

## 交通
沿巴拉顿湖北岸的71号主公路通过奥索弗。7303号和7307号普通公路从奥索弗通向北。从陶波爾曹通往布达佩斯南站的铁路通过奥索弗。